# آبشویی (کشاورزی)
آب‌شویی (به انگلیسی: Leaching)، در کشاورزی، از دست دادن مواد مغذی محلول در آب از داخل خاک، به دلیل باران و آبیاری است. برای جلوگیری از از دست دادن بیش از حد مواد مغذی، ساختار خاک، کاشت محصولات زراعی، نوع و میزان کاربرد کودها و نیز سایر عوامل در نظر گرفته می‌شوند. آبشویی همچنین ممکن است به استفاده از مقدار کمی از آبیاری اضافی که در آن آب نمک بالایی دارد، برای جلوگیری از نمک زدایی در خاک (کنترل شوری) اشاره کند. در هنگامی که به این مورد عمل شود، برای از بین بردن آب اضافی نیز معمولاً باید از زهکشی استفاده شود.
هنگامی که آبشویی به آلودگی آبهای زیرزمینی کمک می‌کند، یک نگرانی در رابطه محیط زیست طبیعی است، از آنجا که آب حاصل از باران، جاری شدن سیل، یا منابع دیگر به داخل زمین رسوخ می‌کند، می‌تواند مواد شیمیایی را حل کرده و آنها را به داخل آب زیرزمینی منتقل کند. نگرانی‌های ویژه در رابطه با دفع زباله‌های خطرناک و محل‌های دفن زباله، و در کشاورزی، مصرف زیاد کود، نگهداری نادرست کود حیوانی و بیوکسیدها (به عنوان مثال سموم دفع آفات، قارچ کش‌ها، حشره کش‌ها و علف کش‌ها)وجود دارد.

## آبشویی نیتروژن

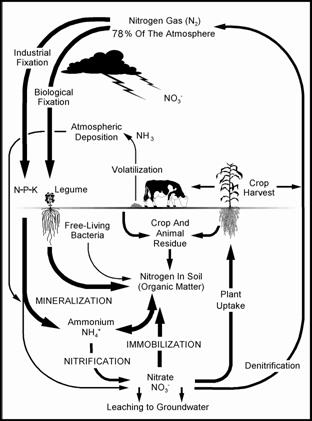
تشکیل نیتروژن و مسیرهای نیتروژن درون یک سیستم تولید محصولات کشاورزی

نیتروژن یک عنصر رایج در طبیعت و یک ماده مغذی اساسی گیاه است. تقریباً ۷۸٪ جو زمین ازت (N 2) است. پیوند محکم بین اتمهای N 2 باعث می‌شود این گاز کاملاً بی اثر باشد و به‌طور مستقیم توسط گیاهان و حیوانات قابل استفاده نباشد. از آنجا که نیتروژن به‌طور طبیعی در هوا، آب و خاک می‌چرخد، دچار تحولات شیمیایی و بیولوژیکی مختلفی می‌شود. ازت رشد گیاه را تقویت می‌کند. دامها سپس کودهای حاصل از کود تولید می‌کنند که به خاک برگردانده می‌شوند و فرم‌های آلی و معدنی ازت را اضافه می‌کنند. چرخه زمانی کامل است که محصول بعدی از خاک اصلاح شده استفاده کند. به منظور افزایش تولید مواد غذایی، کودها، مانند نیترات (NO 3) و آمونیوم (NH 4)، که به راحتی توسط گیاهان جذب می‌شوند، به منطقه ریشه گیاه اضافه شده‌اند. با این حال، خاک یون‌های اضافی NO 3 را جذب نمی‌کند، که در نتیجه آزادانه با آب زهکشی به سمت پایین حرکت می‌کنند و به داخل آب‌های زیرزمینی، رودها و اقیانوسها شسته می‌شوند. درجه آبشویی تحت تأثیر عوامل زیر است:
- نوع و ساختار خاک. به عنوان مثال، ماندگاری آب در خاک‌های دانه ای دارای آب کم است در حالی که نگهدارندگی خاک‌های رسی از نظر میزان آب زیاد است.
- مقدار آب مورد استفاده گیاهان و محصولات زراعی؛
- میزان نیترات موجود در خاک[۳]

سطح اکسید نیتروژن (N 2 O) در جو زمین، با سرعت ۰٫۲ تا ۰٫۳٪ سالانه در حال افزایش است. منابع آنتروپوژن ازت، ۵۰٪ بیشتر از منابع طبیعی مانند خاک و اقیانوس است. ورودی‌های کشاورزی آبشویی شده، یعنی حاصلخیز کننده‌ها و کودهای شیمیایی، ۷۵٪ از منابع ازت که مربوط به برخورد و تماس بشر با طبیعت می‌باشد را تشکیل می‌دهند. سازمان غذا و کشاورزی سازمان ملل متحد (FAO) تخمین می‌زند تقاضای جهانی برای کودهای ازت، بین سالهای ۲۰۱۱ تا ۲۰۱۵، سالانه ۱٫۷ درصد افزایش می‌یابد و میزان افزایش ۷٫۵ میلیون تن خواهد بود. پیش‌بینی می‌شود افزایش منطقه ای استفاده از کود نیتروژن در آسیا ۶۷٪، در آمریکا ۱۸٪، اروپا ۱۰٪، آفریقا ۳٪ و اقیانوسیه ۱٪ باشد.

## آبشویی فسفر
فسفر (P) ماده مغذی اصلی در رابطه با اوتریفیکاسیون آبهای سطحی است و نشان داده شده است که رشد جلبکها در محیط‌های دریاچه را محدود می‌کند. از دیرباز فقدان فسفر از مزارع کشاورزی به عنوان یکی از تهدیدات مهم برای کیفیت آبهای سطحی شناخته شده است.آبشویی یک مسیر انتقال مهم برای از دست رفتن فسفر P از مزارع کشاورزی در مناطق عمدتاً مسطح با خاک‌های دانه ای یا خاک‌های تحت اثر جریان بالادستی است.